# Dolmen de la Pierre Levée (La Vallée)
Der Dolmen de la Pierre Levée (auch Ensemble mégalithique de la Pierre Levée oder Pierre Levée de la Roche genannt) liegt südwestlich von La Vallée im Département Charente-Maritime in Frankreich. Dolmen ist in Frankreich der Oberbegriff für Megalithanlagen aller Art (siehe: Französische Nomenklatur).
Der Dolmen scheint der Rest eines großen Doppelkammergrabes zu sein. Eine Kammer misst etwa 4,0 × 3,5 Meter und liegt im Osten des Hügels. Der massive Deckstein liegt auf den verstürzten 10 oder 12 Tragsteinen. Im Westen liegen die Überreste der zweiten Kammer. Sie misst etwa 3,0 × 2,5 Meter. Erhalten ist nicht viel mehr als ein ruiniertes Rechteck von Steinen mit einem Stein in der Mitte, der der Rest eines Decksteins sein könnte.
Der Dolmen ist seit 1938 als Monument historique eingestuft.